# In diem addictio

En droit romain, In diem addictio désigne un type de résiliation d'un contrat de vente.
Si, dans une période donnée le vendeur reçoit une meilleure proposition que celle faite par le premier acheteur potentiel, pas nécessairement en termes de prix, alors il dispose de la faculté de résilier le contrat avec l'acheteur initial afin de conclure un nouveau contrat avec le nouvel acheteur.